# Amore (film, 1974)
Pour les articles homonymes, voir Amore.
Pour plus de détails, voir Fiche technique et Distribution.
Amore est un film français réalisé par Henry Chapier et sorti en 1974.

## Fiche technique
- Titre : Amore
- Réalisation : Henry Chapier
- Scénario : Anne Capelle et Henry Chapier
- Photographie : Alain Derobe
- Musique : Vangelis
- Société de production : Mara Films
- Pays de production :  France
- Durée : 85 minutes
- Date de sortie : France - 30 janvier 1974

## Distribution
- Sonia Petrovna
- Julian Negulesco
- Daniel Quenaud
- Henri Déus
- Daniel Ceccaldi
- Gaby Wagner
- Nini Ritter